# Koné Seydou
Koné Seydou (sinh ngày 26 tháng 12 năm 1987) là một hậu vệ bóng đá người Bờ Biển Ngà hiện tại thi đấu cho đội bóng tại Giải bóng đá hạng nhất quốc gia Thái Lan Krabi.